# القرن 3 ق م

جنود حنبعل خلال الحرب البونية الثانية

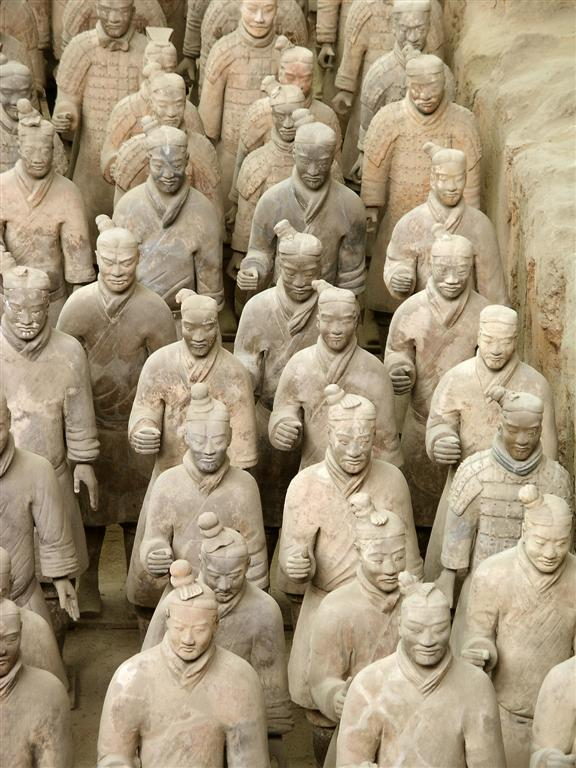
ضريح الإمبراطور الأول كين تشين شي هوانج في مدينة شيان في شانشي في الصين.

قرن 3 ق م هي الفترة الممتدة منذ سنة 300 ق م، وحتى سنة 201 ق م.
في هذا القرن أصبحت الإمبراطورية الإغريقية في الشرق (السلوقية والبطلمية) تتصارع من أجل الحصول على مزيد من الأراضي وقد مالت الكفة لصالح الإمبراطورية السلوقية، إلا أن هذه الإمبراطورية لم تسعد بهذا النصر حيث وجدت ثورات من داخلها وأصبح الفرس والأرمن والرومان يشكلون خطر على وجودها، أما في غرب البحر الأبيض المتوسط فقط وصلت الحروب البونية إلى أوجها بين الرومان والقرطاجيين، وذلك بعد أن تمكن الرومان من هزيمة السامنيت والإتروسكان والسيطرة على شبه الجزيرة الإيطالية.
في الهند تمكن أشوكا من إحكام سيطرته على الإمبراطورية الماورية، بينما إزدهرت سلالات بانديا وتشولا وتشيرا في جنوب الهند. في الشرق القصى تمكن شعب تشيونغ نو من احتلال أراضي واسعة في منغوليا، حقبة الممالك المتحاربة في الصين توشك على الانتهاء، وقد تمكن الصينيون من احتلال أراضي جديدة أثناء حكم سلالة تشين القصيرة الأمد، وفي شبه جزيرة كوريا تبدأ فترة ممالك كوريا الثلاث.

## الأحداث
- 299 ق م: بدأ الحرب السامنية الثالثة بين كل من القبائل السامنية والإتروسكانية والسابية ضد روما.
- 293 ق م: بطليموس الأول يتمكن من ضم شحات (شمال شرق ليبيا حالياً) إلى حكمه.
- 293 ق م: اكتمال بناء مسرح إبيداوروس بعد وضع آخر اللمسات فيه.
- 281 ق م: أنطيوخوس الأول يغتال والده سلوقس الأول ويخلفه في حكم الإمبراطورية السلوقية.
- 280 ق م: بيروس الإبيري يبدأ باحتلال جنوب إيطاليا ويهدد سلطة روما في شبه الجزيرة الإيطالية.
- 280 ق م اكتمال بناء تمثال عملاق رودس في رودس.
- 279 ق م: قبائل سكوردسكي الكلتية تبني مدينتي سينغيدونوم وزيمون التي ستصبحان مدينة واحدة باسم بلغراد.
- 279 ق م: إتفاق يقتضي بانسحاب بيروس الإبيري مع الرومان بعد فشله الوصول إلى روما.
- 279 ق م: القبائل الغالية تبدأ بتهديد حكم البيرونيين في اليونان بعد تزايد أعداد مهاجريهم إلى مقدونيا وتراقيا وغلاطية.
- 273 ق م: أشوكا يستلم حكم الإمبراطورية الماورية في الهند.
- 264 ق م بداية الحرب البونيقية الأولى بين الرومان والقرطاجيين.
- 261 ق م: أشوكا يستولي على كالينغا في شمال شرق شبه الجزيرة الهندية ويضمها إلى الإمبراطورية الماورية.
- 258 ق م: نهاية حكم سلالة هونغ بانغ في فيتنام وبدأ حكم سلالة ثوك.
- 241 ق م: نهاية الحرب البونيقية الأولى والرومان يتمكنون من ضم كل من صقلية وكورسيكا إلى حكمهم.
- 230 ق م: نهاية حكم هان وسلالة تشين تحكم سيطرتها على كامل شرق الصين.
- 230 ق م: ساتافاهانا تنفصل عن الإمبراطورية الماورية وتؤسس لنفسها إمبراطورية أخرى.
- 225 ق م: الرومان يهزمون الغاليين في معركة تيلامون في معركة طاحنة ويطاردوهم إلى شمال إيطاليا.
- 221 ق م: سلالة تشين تتمكن من توحيد الدويلات الصينية وتؤسس أول دولة صينية موحدة في التاريخ، ضمت مناطق من شمال فيتنام أيضاً.
- 218 ق م: بدأ الحرب البونيقية الثانية بعد نجاح حنبعل من الالتفاف على روما من جبال الألب ويبدأ بتهديد شبه الجزيرة الإيطالية وروما مباشرةً.
- 216 ق م: حنبعل يسحق القوات الرومانية في معركة كاناي ويصبح على بعد بضعة كيلومترات من روما.
- 214 ق م: تشين شي هوانج حاكم الصين يأمر ببناء سور الصين العظيم.
- 207 ق م: بدأ حكم سلالة تريو في فيتنام.
- 202 ق م: بدأ حكم سلالة هان في الصين بعد حرب أهلية إمتدت لأربعة سنوات أدت لسقوط سلالة تشين.
- 202 ق م: انتهاء الحرب البونيقية الثانية بانتصار الرومان بعد تمكنهم من احتلال قرطاجة.
- 202 ق م: القبائل القبائل سكيثية تتوسع إلى بلاد الصغد (أوزبكستان حالياً).
- 202 ق م: اكتمال بناء فنار الإسكندرية.
- 202 ق م: بداية ظهور ثقافة هوبويل في أوهايو في الولايات المتحدة حالياً.

## شخصيات مهمة من القرن 3 ق م
- منسيوس فيلسوف صيني.
- إقليدس مهندس ورياضياتي يوناني.
- كيو يوان شاعر وأديب صيني.
- هان فاي فيلسوف صيني.
- أشوكا ملك هندي.
- تشين شي هوانج ملك صيني.
- أرخميدس رياضياتي وفيزيائي ومهندس يوناني صقلي.
- إراتوستينس رياضياتي وفلكي جغرافي يوناني.
- أبلونيوس البرغاوي رياضياتي يوناني.
- حنبعل قائد عسكري قرطاجي (247-182 ق م)
- سلالة بطليموس:
  - بطليموس الأول.
  - بطليموس الثاني.
  - بطليموس الثالث.
  - بطليموس الثالث.
  - بطليموس الرابع.
  - بطليموس الخامس.
- أركسيلاوس فيلسوف يوناني.
- بيروسوس فلكي ومؤرخ كلداني بابلي.
- مانيتون مؤرخ مصري.
- أبولونيوس الرودسي أديب يوناني.